# DragonWarCry
『DragonWarCry』（ドラゴンウォークライ）は、パソコンを使用した無料オンラインRPGである。公式な略称はDWC。ダウンロードやクライアントのインストールがいらないブラウザゲームである。プレイヤーは架空の大陸、カルマートを訪れた冒険者の一人となり、世界を揺るがす異変の謎を解き明かす。
2004年12月にベータ版が公開され、2005年5月より正式に運営がスタートした。2006年現在は改訂版であるDragonWarCry Rev.2がリリースされていたが、2008年9月より公開が休止されている。
ゲーム部分にはFLASH、掲示板やユーザーのアカウント管理などにはXOOPSのモジュールが使われている。制作は大羽アキラで、個人の出資により運営されている。FinalOrbについてはAtomShockWaveで有料公開されたのち、現在はDWC公式より無料にてプレイ可能。しかしこちらは開発が終了している。

## プレイヤーキャラクター
ウォリアー
力自慢の屈強な戦士。鍛冶合成をする事ができる。
ドラグーン
竜とともに生きる戦士。ゲーム中、ある条件を満たす事で飛竜の育成をする事ができる。
シーフ
宝を手に入れる技能に特化した職業。
サムライ
刀を使う異国の戦士。モルドガーデンにて園芸をすることができる。
魔剣士
回復魔法や戦闘時に属性フィールドを作ることができる。
レンジャー
狩人。モンスターから素材アイテムを切り出すことができる。
ガンナー
銃を使うことができる。
ハイランダー
超自然の力を身につけた戦士。剣の技に秀でている。
どの職業にも5つのアビリティが存在しており、Lv10,30,50,70,90毎に取得できる。大きく分けて3種類のアビリティがある。以下は一例。
- 生産系
  - トレジャーハンター（宝箱出現率アップ）
  - 園芸（植物系のアイテムを栽培できる、何ができるかはランダム）
  - ブラックスミス（鍛冶ができる、時折できる会心の一品には自分の銘が入る）
  - ハンティング（狩猟素材を持った敵からアイテムをはぎとれる）

- 戦闘系
  - バーサーク（攻撃力アップ）
  - エレメンタルアーマー（属性ダメージ軽減）
  - 狙い撃ち（命中率大幅アップ）
  - 神眼（命中・回避率が上がる）

- 補助系
  - 疾風（先制率が最大になる）
  - ゴールドクロス（全ステータスが少しずつアップする）
  - パワーオブサン（晴れていると能力アップ）
  - ゴールドフィンガー（解錠レベルが5上がる）

## グインの町の人々
メリッサ
宿屋の主。様々な効果のある料理や魚を調理してくれる。
ネグレーヌ
グインの町で商店を営む老人。ヘルナンドとコッチマンという２人息子がいる。
ハナ
モルドガーデンの主。女王様気質で、プレイヤーに自身を｢ハナ様｣と呼ばせる。
グラスコ
名鍛冶と言われた初代グラスコの息子。亡くなった父の後を継いで鍛冶屋を営んでいる。
ラッキー
グインの町の新米兵士。冒険の途中で力尽きたプレイヤーを町まで運んでくれる。
チョモ
毎週開催される｢チョモくじ｣の胴元。自身の取り分は少ないというが…。大陸外と貿易もしている。
マメくじの精
｢マメくじ｣という神経衰弱ができる。パネルを当てるとステータスアップやアイテムが手に入る。

## サイト内のコンテンツ
プレイマニュアル
このゲームにおいての説明が書いてある。一通り目を通すことが推奨されている。
DWCフォーラム
オークション会場、トレード掲示板、交流掲示板、サポート掲示板、コロシアム開発掲示板へとつながる。
チャットルーム
他プレイヤーとチャットが可能。
各種記録と情報
レアモン情報、ユニークアイテム情報、送受信記録などさまざまな情報を取り扱っている。
みんなのプレイ日記
DWCプレイヤーがブログを書いている場所。
イベント会場
公式イベント、プレイヤーズイベントがたまに行われる。
教えて！ラッキーさん！
ゲーム内での質問広場。質問に他プレイヤーが答える形となる。
グラスコ資料室
ユニークアイテムの補正幅や、セットアイテムのヒントが書いてある。
町の画廊
匿名で、描いた絵が投稿される。
他国への扉
攻略サイトや、交流サイトへのリンクがつながっている。

## フィールド
- シュランゼ高原
- カブレオ洞窟
- 主無き古城
- バルジエ熱砂
- 音のない森
- ハンデン城塞
- 闇へ続く峡谷

- 混沌の渦
- 黄泉の宮殿

- 埋もれた塔

## サブゲーム
ゲーム中には本編と別にミニゲームが用意されている。
釣り
比較的簡単な湖釣りと上級者向けの海釣りが用意されている。
湖と海には東西南北の岸と、10-9999のPV岸が用意されており、同じ岸の人とチャットが可能。

## コロシアム
最近ではコロシアムというイベントも開かれるようになっている。毎月12日と24日に開かれ、プレイヤー同士での対戦が可能となっている。毎月5日は交流戦が行われる。
- 19時00分 - 24時00分 ： タイマン戦開催時間（記録に残らない）
- 21時00分 - 24時00分 ： チーム戦開催時間（3対3でのバトル。記録に残る）

クラスはAからEの5つに分かれ、
- A（Lv.100-）
- B（Lv.80-99）
- C（Lv.60-79）
- D（Lv.40-59）
- E（Lv.15-39）

となっている。なお、同じクラスにおいてはレベル差緩和補正というものがあり、同クラス内ではレベル差があっても、素のステータス上は対等になっている。

## 特徴
- 無料。
- クライアントなどのダウンロードが不要。
- ブラウザとFlashプレイヤーのみでプレイできる。
- Macでもプレイ可能。
- MVPという行動を制限する独自のシステム。
- ゲーム内ではソロプレイだが、公式サイトで他プレイヤーと交流及びアイテムの売買ができる。

## 沿革
- 2004年（月日不明） - αテスト開始
- 2004年（月日不明） - αテスト終了
- 2004年12月22日 - βテスト開始
- 2005年4月1日 - βテスト終了
- 2005年5月3日 - 正式公開開始
- 2006年4月29日 - 公開一時休止
- 2006年5月29日 - Rev.2公開開始
- 2008年9月1日 - Rev.2無期限休止

## 制作/絵師
( )内はゲーム内でのアカウント名
- 制作 - 大羽アキラ(rakia)
- 管理 - 大羽アキラ(rakia)、melco
- ゲームイラスト - 緑川美帆(G.River)、添田一平(taisa)